# Carpinus viminea
Carpinus viminea är en björkväxtart som beskrevs av Nathaniel Wallich och John Lindley. Carpinus viminea ingår i släktet avenbokar, och familjen björkväxter. Inga underarter finns listade.